# Fără avertizare (film)
Fără avertizare (titlu original: Without Warning) este un film SF american de televiziune din 1994 regizat de Robert Iscove. În rolurile principale joacă actorii Philip Baker Hall, John de Lancie și Jane Kaczmarek.

## Prezentare
Un program de televiziune este întrerupt de o știre de ultim moment care anunță că trei meteoriți au lovit Statele Unite, Franța și China. La început totul pare normal, dar câteva interviuri luate unor oameni de știință și unor martori oculari sugerează că lucrurile nu sunt ceea ce par a fi. Încă trei obiecte se apropie de Pământ și mai multe guverne își unesc forțele pentru a le opri.

## Distribuție
- Sander Vanocur în rolul său
- Jane Kaczmarek ca Dr. Caroline Jaffe
- Bree Walker Lampley în rolul său
- Dwier Brown ca Matt Jensen
- Brian McNamara ca Mike Curtis
- James Morrison ca Paul Whitaker
- Ashley Peldon ca Kimberly Hastings
- James Handy ca Dr. Norbert Hazelton
- Kario Salem ca Dr. Avram Mandel
- Spencer Garrett ca Paul Collingwood
- Gina Hecht ca Barbara Shiller
- John de Lancie ca Barry Steinbrenner
- Patty Toy ca  Denise Wong
- Dennis Lipscomb ca Dr. Robert Pearlman
- Ron Canada ca Terrence Freeman

## Vezi și
- Alternative 3 (1977)
- Special Bulletin (1983)
- Countdown to Looking Glass (1984)
- Ghostwatch (1992)
- World War III (1998)